# Tarcisio Cleto Chiavegato
Tarcisio Cleto Chiavegato nasceu em Jaguariúna no dia 13 de fevereiro de 1940. Filho de Alfredo Chiavegato e Clotilde Frachetta Chiavegato, mais conhecida como Dona Zenaide. Foi bancário e, desde a década de 1970, atua na área empresarial, como proprietário de indústria de produtos químicos. Sua experiência nesta área contribuiu para que fundasse a Associação Comercial e Industrial de Jaguariúna.
Ingressou na política como vice-prefeito; na ocasião acumulou os cargos de diretor municipal de Finanças e, interinamente, foi diretor do Departamento de Administração. Participou ativamente do governo do prefeito Laércio Gothardo, realizando ampla modernização dos serviços municipais e modificações na área do planejamento urbano. Como vice-prefeito, diretor de finanças e administrador, equilibrou as finanças municipais, seguindo a regra de que “não se pode gastar mais do que se arrecada”. 
Suas maiores realizações foram: aumento da captação de água do rio Jaguari; ampliação da Estação de Tratamento de Água e sua distribuição; implantação da Rádio Educativa Estrela FM; restauração da antiga estação FEPASA, transformando-a no Centro Cultural de Jaguariúna; construção do pontilhão para transposição do rio Jaguari que permitiu o retorno da Maria Fumaça; construção de novas áreas do Hospital Municipal “Walter Ferrari”; construção de uma série de obras importantes nas áreas da habitação, saúde, educação, esporte, saneamento e industrialização. Em 2008, construiu e equipou o Teatro Dona Zenaide e a Casa da Memória Padre Gomes. 
Em 2004 Tarcisio concluiu a recuperação da área do antigo lixão que existia na cidade há mais de vinte anos. Tarcisio construiu mais de vinte escolas e creches, sete Unidades Básicas de Saúde. Em sua gestão a cidade ficou por três anos consecutivos (2006, 2007 e 2008) entre as dez melhores do Brasil e em 2008 foi considerado o 3ª melhor município brasileiro em qualidade de vida, alcançando níveis de primeiro mundo. 